# Лимонница клеопатра
Лимонница клеопатра (лат. Gonepteryx cleopatra) — дневная бабочка из рода Gonepteryx в составе семейства белянок (Pieridae). Вид описан шведским натуралистом и Карлом Линнеем в 1767 году, получил своё видовое название в честь египетской царицы Клеопатры.

## Описание

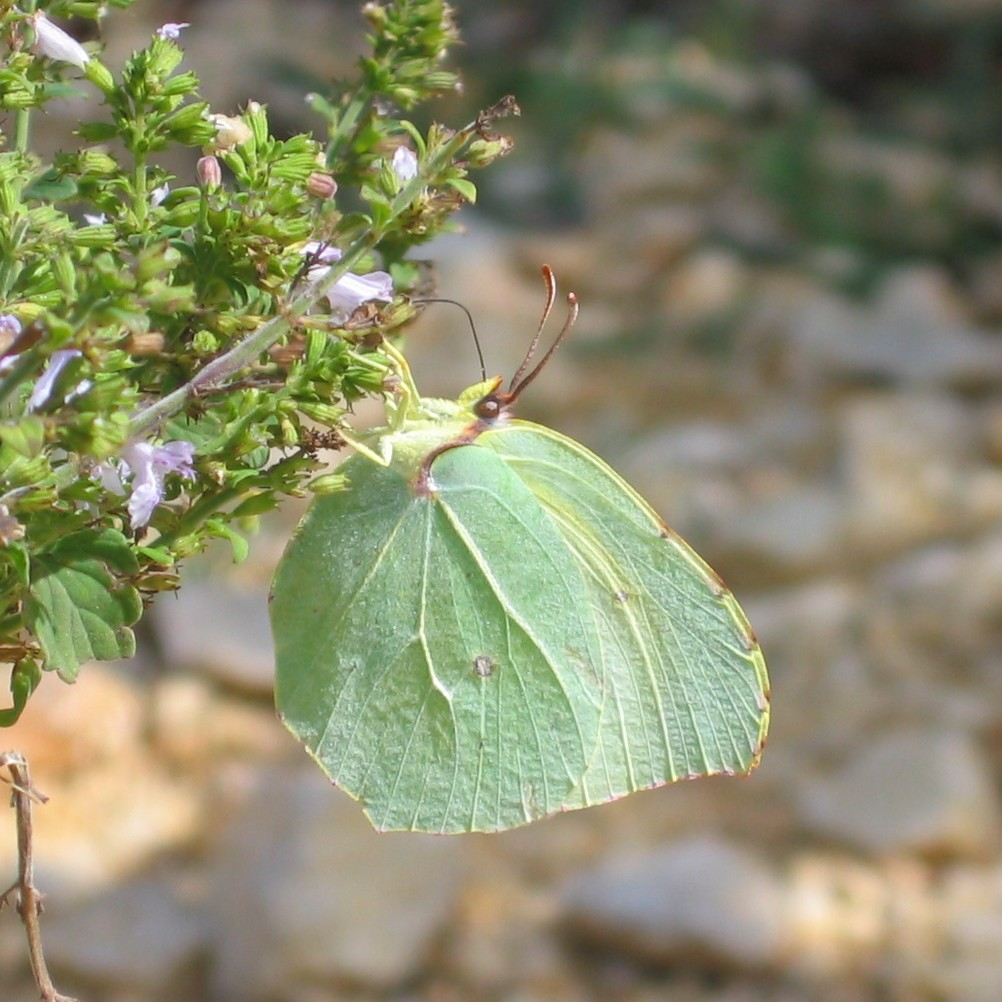
Самка. Нижняя сторона крыльев.

Размах крыльев 50—70 мм. Основной фон крыльев самцов — солнечно-жёлтый. Самец с большими оранжевыми областями сверху передних крыльев. Вершина передних крыльев вытянута и заострена, задние крылья также с зубцом на жилке Cu1. На переднем и наружном краях крыльев находятся тёмные точки. Пятно, расположенное у вершины центральной ячейки ярко-оранжевого цвета, на задних крыльях оно значительно более крупного размера. Половой диморфизм выражается в более светлой окраске основного фона у самок, который является белёсым и отсутствием у самок обширного оранжевого пятна на передних крыльях.

## Ареал
Ареал этого вида расположен на юго-западе Палеарктики — Южная Европа, север Африки (Марокко, Алжир) и Ближний Восток (Сирия, Ливан, Западный берег реки Иордан).
Ареал на территории Европы - Албания, Андорра, Болгария, Хорватия, Греция, Испания, Италия, Корсика, Крит, Мальта, Кипр, Португалия, Сардиния, Сицилия, Турция — Европейская часть, Франция.
J. Röber в работе А. Зейца для российского Дальнего Востока (Владивосток), по одному самцу ошибочно указывал этот вид. По этому экземпляру был описан подвид G. cleopatra orientalis Röber in Seitz, 1907 (сейчас - не валидный). Как считают некоторые авторы, имело место путаница в этикетках. Но не исключено, что этот самец действительно происходит из Владивостока и является очень редкой аберрацией большой лимонницы. Подобные формы с большими оранжевыми областями сверху передних крыльев, действительно очень похожие на крыловой рисунок лимонницы клеопатры, известны у близкого вида лимонница в Западной Европе - ab. progressiva Geest. из Германии.

## Биология

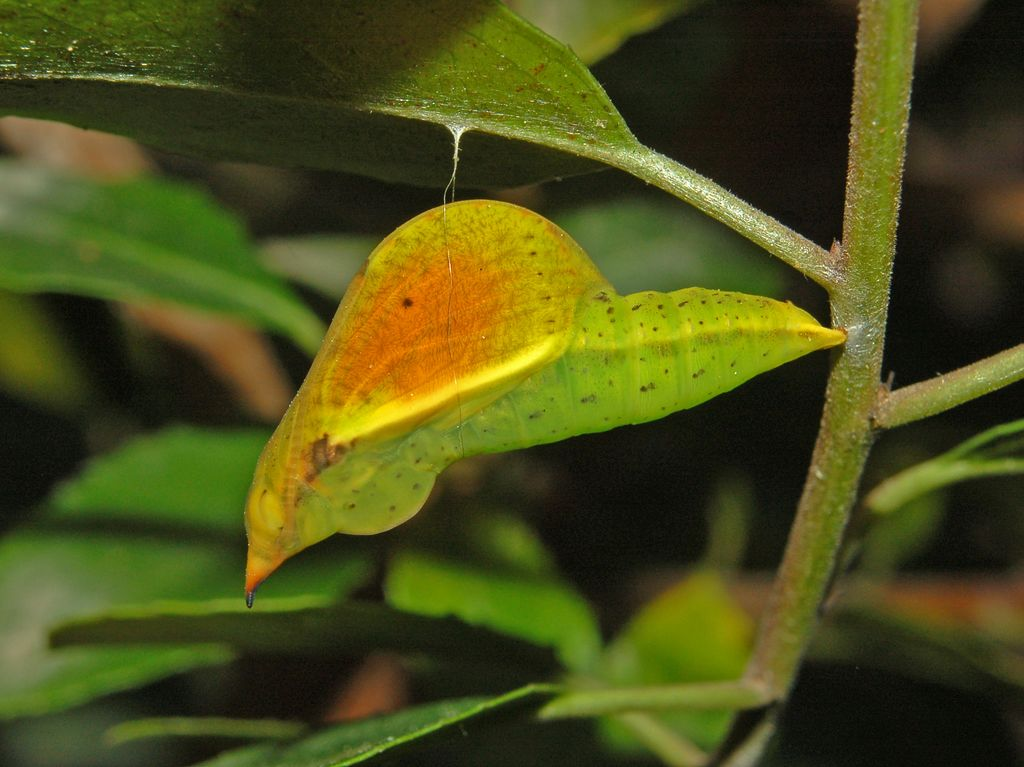
Куколка самца

Встречается в редкостойных лесах, на лесных просеках.
За год развивается в одном поколении. В южной Испании дает два поколения в год. Время лёта с мая по август. Затем бабочки зимуют — оба пола, и их лёт продолжается весной.
Самки после спаривания откладывают яйца на почки, молодые побеги и стебли кормового растения гусениц. Молодые гусеницы первых возрастов скелетируют листья, а в более старших возрастах — обгрызают их. Кормовое растение гусениц — Жостер вечнозеленый (Rhamnus alaternus). Куколка светло-зелёного цвета.